# Берестянка південна
Берестянка південна (Iduna rama) — вид горобцеподібних птахів родини очеретянкових (Acrocephalidae).

## Поширення
Гніздиться в Західній Азії від північно-східної частини Аравії до Афганістану. Взимку багато популяцій мігрують на Індійський субконтинент. Основним місцем проживання є відкриті поля з чагарниками та іншою високою рослинністю.

## Опис
Дрібний птах, завдовжки 11-13 см. Його оперення світло-сірувато-коричневе на верхній частині та білувате на нижній частині. Зовнішні пір'я хвоста мають бліді краї. Помітно чітку коротку надбрівну смужку. Його дзьоб загострений і міцний.